# Miss Universo Nicaragua
Miss Universo Nicaragua (anteriormente conocido como Miss Nicaragua) es un concurso de belleza nacional en Nicaragua que ha sido celebrado en la ciudad de Managua desde 1955; la ganadora recibe el título de Miss Universo Nicaragua y representa al país en Miss Universo. La actual Miss Universo Nicaragua es Geyssell García de Chontales, que compitió en la 73.ª edición de Miss Universo en la Ciudad de México, México.
Sheynnis Palacios es hasta ahora la primera y única nicaragüense en ganar la corona y primera Miss Universo de Centroamérica en ganar dicho concurso, en la 72.ª edición de Miss Universo en San Salvador, El Salvador.

## Historia
Miss Nicaragua fue el concurso de belleza para mujeres  más importante en Nicaragua. La primera edición de Señorita Nicaragua fue en 1955, el certamen fue organizado por el Club de Leones, Club 20–30 y Club Terraza, algunos de los clubes más importantes de Managua durante la década de 1950. La primera Miss Nicaragua fue Rosa Argentina Lacayo cuando en 1955 fue la primera mujer en representar a Nicaragüense en el Miss Universo 1955 en Long Beach, California, Estados Unidos, sin embargo, no logró claudicar al top 15, pero recibió el reconocimiento de ser la ganadora de Best Dressed Girl (Chica mejor vestida). Lacayo falleció en septiembre de 2016.
Durante los siguientes años hasta 1979, la organización envío al Miss Universo un total de 13 candidatas. Beatriz Obregón Lacayo logró ser la primera nicaragüense en clasificar cuando formó parte del top 12 en Miss Universo 1977 celebrado en Santo Domingo, República Dominicana. En 1979, Patricia Pineda Chamorro declinó su participación en Miss Universo 1979 en Perth, Australia, ante amenazas de muerte por parte de la familia Somoza que gobernaba Nicaragua durante esa década, en ese año los concesionarios de Miss Nicaragua renunciaron para enviar más delegadas al certamen.
Después de 12 años de ausencia Nicaragua retornó al Miss Universo, después de la derrota de la dictadura de Anastasio Somoza Debayle, el Instituto Nacional de Turismo (INTUR) surgió como el nuevo encargado del concurso nacional, coronando a Ana Sofía Pereira de Managua como la nueva Misa Nicaragua 1991, represando a su país sin éxito en Miss Universo 1991 en las Vegas, Nevada, Estados Unidos. Durante la década de 1990 y bajo la dirección de INTUR, Nicaragua envío a 6 delegadas más anualmente al concurso, y a este punto Nicaragua había enviado a 19 candidatas en 19 ediciones. En 1996, Luz María Sánchez Herdocia fue coronada como Miss Nicaragua 1996, pero no pudo competir en el certamen por falta del patrocinio para su inscripción por parte de la organización.
Entre el 2000 y 2001, INTUR perdió la franquicia de Miss Nicaragua, y fue obtenida por Silhuetas Modelos, una academia de modelos en Nicaragua bajo la dirección de Karen Celebertti, una exparticipante de Miss Nicaragua 1992. En 2001, Ligia Argüello Roa se convirtió en Miss Nicaragua 2001, representado a su país en Miss Universo 2001 en Bayamón, Puerto Rico. Xiomara Blandino, Miss Nicaragua 2007, se convirtió en la segunda nicaragüense en clasificar en la gala de coronación, adentrándose al top 15 y luego top 10 en Miss Universo 2007 en Ciudad de México, México, lograndolo después de 30 años desde la última clasificación de su país.
En la década de 2010, Miss Nicaragua compitió durante diez años consecutivos. Nastassja Bolívar fue coronada como Miss Nicaragua 2013 y compitió en Miss Universo 2013 celebrado en Moscú, Rusia, avanzando al top 16 del certamen, seis años después de su última clasificación, asimismo, ganó el premio del Mejor Traje Nacional, siendo la primera vez para su país, de hecho Nicaragua obtuvo el 2.º lugar en esta categoría de premios en 2009 en Nasáu, Bahamas y el 6.º lugar en 2012 durante la edición en Las Vegas. Bolívar fue destronada por la organización Miss Nicaragua a principios de 2014 cuando mencionó que la directora nacional no estaba de acuerdo con algunas estrategias durante su representación en Rusia. En 2015 Nicaragua obtuvo el 4.º lugar en la competencia de Mejor Traje Nacional con Daniela Torres Miss Nicaragua 2015 quien representó al país en Las Vegas. En Miss Nicaragua 2020 se coronó a Ana Marcelo, la primera mujer del departamento de Estelí en ganar el título. En Miss Universo 2020, Marcelo clasificó entre las 21 cuartofinalistas, lo que marca la cuarta vez que Nicaragua llega a la cima y la primera desde 2013.
En 2023, Miss Universo 2023 se llevó a cabo en San Salvador, El Salvador, el 18 de noviembre. La delegada nicaragüense fue la ganadora de Miss Nicaragua 2023, Sheynnis Palacios de Carazo, coronada la noche del 5 de agosto de 2023. Palacios se convirtió en la primera nicaragüense en ganar los 3 concursos más importantes de Nicaragua, siendo Miss Teen Nicaragua (2016), Miss Mundo Nicaragua (2020) y Miss Nicaragua (2023). Palacios se convirtió en la quinta delegada de Nicaragua en ubicarse en las semifinales de Miss Universo, y la primera desde el Top 21 de Ana Marcelo en 2020. Palacios ganó la competencia Miss Universo 2023, superando a 83 mujeres de todo el mundo y convirtiéndose en la segunda centroamericana en ostentar el título y la primera nicaragüense en ganar la corona de Miss Universo.
Karen Celebertti renunció al cargo el pasado 12 de diciembre de 2023. La organización Miss Universo comunico que había aceptado la salida de Celebertti.
En septiembre de 2024, Geyssell García fue designada por la nueva organización como Miss Universo Nicaragua 2024, siendo la primera Miss Universo Nicaragua, para su representación en Miss Universo 2024, donde logró quedar entre el Top 30 cuartofinalistas, anteriormente García había participado en Miss Nicaragua 2020 resultando como primera finalista y en Miss Nicaragua 2021, pero se retiró antes de la noche final.

## Participantes
Las participantes para el Miss Nicaragua deben de tener al menos 18 años de edad. Después que las candidatas son escogidas, entre 10 y 17 candidatas son electas cada año para representar a su departamento o región, aunque en algunas ocasiones se hace un casting para seleccionar a las participantes. La mayoría de las ganadoras de Miss Nicaragua han sido del departamento de Managua.
Desde 2023 la organización Miss Nicaragua aceptara mujeres casadas y con hijos siendo la 41.ª edición del certamen por la primera edición con estos nuevos cambios impuestos por la organización Miss Universo.
En los últimos años el certamen ha tenido un tema para representar a un departamento. A pesar de sólo haber tenido cinco semifinalistas en Miss Universo hasta la fecha, Nicaragua ha hecho un buen trabajo en otros certámenes internacionales de belleza.
Alrededor de los años han sido representados los siguientes departamentos:
- Boaco
- Carazo
- Chinandega
- Chontales
- Costa Caribe Norte
- Costa Caribe Sur
- Estelí
- Granada
- Jinotega
- León
- Madriz
- Managua
- Masaya
- Matagalpa
- Nueva Segovia
- Río San Juan
- Rivas

Alrededor de los años han sido representados los siguientes municipios:
- Acoyapa
- Chichigalpa
- El Rama
- Corn Island
- Mateare
- San Marcos
- Santo Tomás
- Tipitapa

Desde la elección de Rosa Argentina Lacayo (1955) hasta Geyssell García (2024), cuarenta y dos mujeres han ganado el título de Miss Nicaragua, representando a sus departamentos o ciudades.
Algunas de las ganadoras se han desempeñado en el terreno de la industria de modelaje con gran éxito antes y/o después de su reinado, entre ellas: Nastassja Bolívar (Miss Nicaragua 2013), Marina Jacoby (Miss Nicaragua 2016), Adriana Paniagua (Miss Nicaragua 2018), Ana Marcelo (Miss Nicaragua 2020), Norma Huembes (Miss Nicaragua 2022), Sheynnis Palacios (Miss Nicaragua 2023 y posteriormente Miss Universo 2023), entre otras.

### Ganadoras recientes
| Año  | Nombre            | Representación |
| ---- | ----------------- | -------------- |
| 2025 | TBA               | TBA            |
| 2024 | Geyssell García   | Chontales      |
| 2023 | Sheynnis Palacios | Carazo         |
| 2022 | Norma Huembes     | Carazo         |
| 2021 | Allison Wassmer   | Managua        |
| 2020 | Ana Marcelo       | Estelí         |

### Rankings Regionales
| Departamento/Ciudad | Título | Años |
| ------------------- | ------ | --- |
| Managua             | 18     | 1955, 1971, 1991, 1992, 1995, 1996, 1998, 2001, 2002, 2004, 2005, 2006, 2007, 2009, 2011, 2015, 2019, 2021 |
| Carazo              | 4      | 1963, 2013, 2022, 2023                                                                                     |
| Chinandega          | 3      | 2008, 2014, 2018                                                                                           |
| León                | 3      | 1970, 1973, 1974                                                                                           |
| Matagalpa           | 3      | 1968, 1976, 2016                                                                                           |
| Masaya              | 3      | 1975, 1978, 2012                                                                                           |
| Rivas               | 3      | 1977, 1979, 1993                                                                                           |
| Tipitapa            | 2      | 1969, 2003                                                                                                 |
| Chontales           | 1      | 2024 |
| Estelí              | 1      | 2020 |
| Bluefields          | 1      | 2010 |
| El Rama             | 1      | 2017 |
| Río San Juan        | 1      | 1999 |

## Clasificaciones por departamentos
La siguiente tabla incluye los departamentos y ciudades que han participado en el concurso desde la primera edición en 1955 hasta la más reciente en 2024.
| Rank | Departamento/Ciudad | Miss Nicaragua | Virreina | 1.ª Finalista | 2.ª Finalista | 3.ª Finalista | Semifinalistas | Total |
| ---- | ------------------- | -------------- | -------- | ------------- | ------------- | ------------- | -------------- | ----- |
| 1    | Managua             | 18             | 4        | 1             | 1             | 1             | 4              | 29    |
| 2    | Carazo              | 4              | 3        | 0             | 0             | 0             | 4              | 11    |
| 3    | Chinandega          | 3              | 1        | 1             | 0             | 1             | 4              | 10    |
| 4    | León                | 3              | 2        | 2             | 0             | 0             | 3              | 10    |
| 5    | Matagalpa           | 3              | 4        | 1             | 1             | 0             | 2              | 11    |
| 6    | Masaya              | 3              | 1        | 0             | 1             | 1             | 2              | 8     |
| 7    | Rivas               | 3              | 2        | 0             | 0             | 0             | 0              | 5     |
| 8    | Tipitapa            | 2              | 3        | 0             | 1             | 0             | 6              | 12    |
| 9    | Bluefields          | 1              | 1        | 2             | 0             | 0             | 2              | 6     |
| 10   | Chontales           | 1              | 1        | 1             | 0             | 0             | 2              | 5     |
| 11   | El Rama             | 1              | 0        | 0             | 0             | 0             | 0              | 1     |
| 12   | Río San Juan        | 1              | 0        | 1             | 0             | 0             | 2              | 4     |
| 13   | Estelí              | 1              | 0        | 1             | 0             | 0             | 5              | 7     |
| 14   | Granada             | 0              | 1        | 2             | 0             | 0             | 6              | 9     |
| 15   | Jinotega            | 0              | 1        | 0             | 0             | 0             | 2              | 3     |
| 16   | Madriz              | 0              | 0        | 0             | 0             | 0             | 2              | 2     |
| 17   | Nueva Segovia       | 0              | 0        | 0             | 0             | 0             | 2              | 2     |
| 18   | Costa Caribe Norte  | 0              | 0        | 1             | 1             | 0             | 1              | 3     |
| 19   | Corn Island         | 0              | 0        | 0             | 0             | 0             | 3              | 3     |

## Representación internacional por año

### Miss Universo
La siguiente lista muestra las ganadoras de Miss Universo Nicaragua a través de los años.
- Ganadora
- Finalista
- Semifinalista

| Año                     | Representante              | Departamento            | Resultado                   | Premio Especial                        | Notas |
| Miss Universo Nicaragua | Miss Universo Nicaragua    | Miss Universo Nicaragua | Miss Universo Nicaragua     | Miss Universo Nicaragua                | Miss Universo Nicaragua |
| ----------------------- | -------------------------- | ----------------------- | --------------------------- | -------------------------------------- | --- |
| 2025                    | TBA                        | TBA                     | TBA                         | TBA                                    | TBA |
| 2024                    | Geyssell García            | Chontales               | Top 30                      |                                        | - Designada por la organización de Miss Universo - Anteriormente primera finalista de Miss Nicaragua 2020                                     |
| Miss Nicaragua          |                            |                         |                             |                                        | |
| 2023                    | Sheynnis Palacios          | Carazo                  | Miss Universo 2023          |                                        | - Anteriormente, Miss Mundo Nicaragua 2020 - Primera nicaragüense en ganar el concurso - Última edición bajo la dirección de Karen Celebertti |
| 2022                    | Norma Huembes              | Carazo                  | No clasificó                |                                        | |
| 2021                    | Allison Wassmer            | Managua                 | No clasificó                |                                        | |
| 2020                    | Ana Marcelo                | Estelí                  | Top 21                      |                                        | |
| 2019                    | Inés López                 | Managua                 | No clasificó                |                                        | |
| 2018                    | Adriana Paniagua           | Chinandega              | No clasificó                |                                        | |
| 2017                    | Berenice Quezada           | El Rama                 | No clasificó                |                                        | |
| 2016                    | Marina Jacoby              | Matagalpa               | No clasificó                |                                        | |
| 2015                    | Daniela Torres             | Managua                 | No clasificó                | - Mejor Traje Nacional (4.ª finalista) | |
| 2014                    | Marline Barberena          | Chinandega              | No clasificó                |                                        | |
| 2013                    | Nastassja Bolívar          | Carazo                  | Top 16                      | - Mejor Traje Nacional                 | - Meses después de representar a su país en el concurso, Bolivar fue destituida de su título como Miss Nicaragua.                             |
| 2012                    | Farah Eslaquit             | Masaya                  | No clasificó                | - Mejor Traje Nacional (6.ª finalista) | |
| 2011                    | Adriana Dorn               | Managua                 | No clasificó                |                                        | |
| 2010                    | Scharllette Allen          | Bluefields              | No clasificó                |                                        | |
| 2009                    | Indiana Sánchez            | Managua                 | No clasificó                | - Mejor Traje Nacional (2.ª finalista) | |
| 2008                    | Thelma Rodríguez           | Chinandega              | No clasificó                |                                        | |
| 2007                    | Xiomara Blandino           | Managua                 | Top 10                      |                                        | - Posteriormente, propietaria de Miss Teen Nicaragua                                                                                          |
| 2006                    | Cristiana Frixione         | Managua                 | No clasificó                |                                        | |
| 2005                    | Daniela Clerk              | Managua                 | No clasificó                |                                        | |
| 2004                    | Marifely Argüello          | Managua                 | No clasificó                |                                        | |
| 2003                    | Claudia Salmerón           | Tipitapa                | No clasificó                |                                        | |
| 2002                    | Marianela Lacayo           | Managua                 | No clasificó                |                                        | |
| 2001                    | Ligia Argüello             | Managua                 | No clasificó                |                                        | - Primera edición bajo la dirección de Karen Celebertti                                                                                       |
| 1999                    | Liliana Pilarte            | Río San Juan            | No clasificó                |                                        | |
| 1998                    | Claudia Alaniz             | Managua                 | No clasificó                |                                        | |
| 1996                    | Luz María Sánchez Herdocia | Managua                 | No compitió                 | No compitió                            | No compitió |
| 1995                    | Linda Clerk                | Managua                 | No clasificó                |                                        | |
| 1993                    | Luisa Urcuyo               | Rivas                   | No clasificó                |                                        | |
| 1992                    | Ida Delaney                | Managua                 | No clasificó                |                                        | |
| 1991                    | Ana Sofía Pereira          | Managua                 | No clasificó                |                                        | |
| 1979                    | Patricia Pineda            | Rivas                   | Se retiró de la competencia | Se retiró de la competencia            | Se retiró de la competencia |
| 1978                    | Claudia Herrera            | Masaya                  | No clasificó                |                                        | |
| 1977                    | Beatriz Obregón            | Rivas                   | Top 12                      |                                        | |
| 1976                    | Ivania Navarro             | Matagalpa               | No clasificó                |                                        | |
| 1975                    | Alda Maritza Sánchez       | Masaya                  | No clasificó                |                                        | |
| 1974                    | Francis Duarte             | León                    | No clasificó                |                                        | |
| 1973                    | Ana Saravia                | León                    | No clasificó                |                                        | |
| 1971                    | Xiomara Paguaga            | Masaya                  | No clasificó                |                                        | |
| 1970                    | Graciela Salazar           | León                    | No clasificó                |                                        | |
| 1969                    | Soraya Herrera             | Tipitapa                | No clasificó                |                                        | |
| 1968                    | Margine Davidson           | Matagalpa               | No clasificó                |                                        | |
| 1963                    | Leda Sánchez               | Carazo                  | No clasificó                |                                        | |
| 1955                    | Rosa Argentina Lacayo      | Managua                 | No clasificó                | - Chica mejor vestida                  | |

## Antiguas franquicias
Previamente Miss Nicaragua poseía otras franquicias de certámenes internacionales por lo cual con el paso de los años cada franquicia fue adquirida por diferentes organizaciones.

### Miss Mundo
La siguiente lista muestra las ganadoras de Miss Mundo Nicaragua a través de los años.
- Ganadora
- Finalista
- Semifinalista

Nota: El actual propietario de la franquicia inició la competencia en 2013.
| Año  | Representante       | Departamento  | Resultado | Premio Especial | Notas |
| ---- | ------------------- | ------------- | --- | --- | --- |
| 2026 | TBA                 | TBA           | TBA | TBA | TBA |
| 2025 | Virmania Rodríguez  | León          | No clasificó | - Miss Mundo Deporte (Top 32) | |
| 2024 | Julia Aguilar       | Granada       | Asumió Miss Mundo Nicaragua 2024 pero no compitió por motivos personales.                                                                                                  | Asumió Miss Mundo Nicaragua 2024 pero no compitió por motivos personales.                                                                                                  | Asumió Miss Mundo Nicaragua 2024 pero no compitió por motivos personales.                                                                                                  |
| 2024 | Ismeli Jarquín      | Jinotega      | Originalmente Miss Mundo Nicaragua 2024 por motivos personales declinó el título de Miss Mundo Nicaragua.                                                                  | Originalmente Miss Mundo Nicaragua 2024 por motivos personales declinó el título de Miss Mundo Nicaragua.                                                                  | Originalmente Miss Mundo Nicaragua 2024 por motivos personales declinó el título de Miss Mundo Nicaragua.                                                                  |
| 2023 | Mariela Cerros      | Nueva Segovia | No clasificó | - Miss Mundo Deporte (Top 32) | |
| 2023 | Daniela de Smet     | Estelí        | Originalmente Miss Mundo Nicaragua 2022, debía representar a Nicaragua en Miss Mundo 2024. Debido a cambios de fechas, de Smet declinó competir en el certamen Miss Mundo. | Originalmente Miss Mundo Nicaragua 2022, debía representar a Nicaragua en Miss Mundo 2024. Debido a cambios de fechas, de Smet declinó competir en el certamen Miss Mundo. | Originalmente Miss Mundo Nicaragua 2022, debía representar a Nicaragua en Miss Mundo 2024. Debido a cambios de fechas, de Smet declinó competir en el certamen Miss Mundo. |
| 2021 | Sheynnis Palacios   | Managua       | Top 40 | - Ganadora – Desafío Head-to-Head (Rondas 1 y 2) - Miss Mundo Top Model (Top 13) - Belleza con Propósito (Top 28)                                                          | - Posteriormente, Miss Universo 2023 |
| 2019 | María Teresa Cortez | Carazo        | No clasificó | - Miss Mundo Deporte (Top 32) | |
| 2018 | Yoselin Gómez       | Boaco         | No clasificó | - Miss Mundo Talento (Top 18) | |
| 2017 | América Allen       | Rivas         | No clasificó | | |
| 2016 | María Laura Ramírez | Masaya        | No clasificó | | |
| 2015 | Stefanía Alemán     | Masaya        | No clasificó | - Miss Mundo Deporte & Fitness (Top 24) - Belleza con Propósito (Top 10)                                                                                                   | |
| 2014 | Yumara López        | Rivas         | No clasificó | | |
| 2014 | María Esther Cortés | Managua       | Originalmente Miss Mundo Nicaragua 2014, declinó representar a Nicaragua en Miss Mundo 2014. Sin motivos personales.                                                       | Originalmente Miss Mundo Nicaragua 2014, declinó representar a Nicaragua en Miss Mundo 2014. Sin motivos personales.                                                       | Originalmente Miss Mundo Nicaragua 2014, declinó representar a Nicaragua en Miss Mundo 2014. Sin motivos personales.                                                       |
| 2013 | Luz Mery Decena     | Nueva Segovia | No clasificó | - Miss Mundo Deporte (Top 20) | - Dirección bajo Denis Dávila |
| 2013 | Adriana Paniagua    | Chinandega    | Originalmente Miss Mundo Nicaragua 2013, declinó representar a Nicaragua en Miss Mundo 2013 debido a que no se preparó completamente.                                      | Originalmente Miss Mundo Nicaragua 2013, declinó representar a Nicaragua en Miss Mundo 2013 debido a que no se preparó completamente.                                      | - Posteriormente, Miss Nicaragua 2018 |
| 2012 | Lauren Lawson       | Granada       | No clasificó | | - Última edición bajo Miss Nicaragua |
| 2011 | Darling Trujillo    | Matagalpa     | No clasificó | | |
| 2005 | Johanna Madrigal    | Managua       | No clasificó | | |
| 2004 | Anielka Sánchez     | Masaya        | No clasificó | | |
| 2003 | Hailey Britton      | Bluefields    | No clasificó | | |
| 2002 | Hazel Calderón      | León          | No clasificó | | |
| 2001 | Ligia Argüello      | Managua       | Top 5 | - Reina de las Américas | |
| 1998 | Claudia Alaniz      | Managua       | No clasificó | | |
| 1977 | Beatriz Obregón     | Rivas         | No clasificó | | |
| 1975 | Auxiliadora Paguaga | Managua       | No clasificó | | |
| 1974 | Francis Duarte      | León          | No clasificó | | |
| 1971 | Soraya Herrera      | Tipitapa      | No clasificó | | |
| 1970 | Evangelina Lacayo   | Matagalpa     | No clasificó | | |
| 1969 | Carlota Brenes      | Matagalpa     | No clasificó | | |
| 1968 | Margine Davidson    | Matagalpa     | 6.ª Finalista | | |
| 1964 | Sandra Correa       | Masaya        | No clasificó | | |
| 1961 | Thelma Arana        | Granada       | No clasificó | | |
| 1960 | Carmen Recalde      | León          | No clasificó | | |

### Miss Internacional
- Ganadora
- Finalista
- Semifinalista

| Año  | Representante           | Departamento  | Posición                                                                                   | Premio/Título |
| ---- | ----------------------- | ------------- | ------------------------------------------------------------------------------------------ | --- |
| 2025 | Verónica Iglesias       | Granada       | TBA                                                                                        | TBA |
| 2024 | Mariela Cerros          | Nueva Segovia |                                                                                            | |
| 2024 | Dorianny Carmona        | Chontales     | No compitió                                                                                | Originalmente Miss Nicaragua Internacional 2024 pero por razones personales declinó el título de Miss Nicaragua Internacional. |
| 2023 | Leylani Leytón          | Managua       |                                                                                            | |
| 2022 | Fernanda Salazar        | Managua       |                                                                                            | |
| 2020 | Sherly Casco            | Jinotega      | Debido al impacto de la pandemia de COVID-19, Casco no compitió en Miss Internacional 2020 | Debido al impacto de la pandemia de COVID-19, Casco no compitió en Miss Internacional 2020                                     |
| 2019 | María Gabriela Saballos | Managua       |                                                                                            | |
| 2018 | Stefanía Alemán         | Masaya        |                                                                                            | |
| 2017 | Helen Martínez          | Matagalpa     |                                                                                            | |
| 2016 | Brianny Chamorro        | Managua       | 3.ª Finalista                                                                              | - Mejor Traje Nacional |
| 2015 | Yaoska Ruiz             | Managua       |                                                                                            | |
| 2014 | Jeimmy García           | Rivas         |                                                                                            | |
| 2013 | Celeste Castillo        | Managua       |                                                                                            | |
| 2012 | Reyna Pérez             | Chinandega    |                                                                                            | |
| 2010 | Indira Rojas            | Rivas         |                                                                                            | |
| 2009 | Slilma Ulloa            | Matagalpa     |                                                                                            | |
| 2005 | Daniela Clerk           | Managua       |                                                                                            | |
| 2002 | Marianela Lacayo        | Managua       | Top 12                                                                                     | |
| 2001 | Renneé Dávila           | Managua       |                                                                                            | |
| 2000 | Marynes Argüello        | Managua       |                                                                                            | |
| 1999 | Claudia Alaniz          | Managua       | Top 15                                                                                     | |
| 1994 | Luisa Urcuyo            | Managua       | Top 15                                                                                     | |
| 1993 | Ida Delaney             | Managua       |                                                                                            | |
| 1979 | María Amador            | Managua       |                                                                                            | |
| 1978 | Auxiliadora Paguaga     | Managua       |                                                                                            | |
| 1977 | María Griffith          | Masaya        |                                                                                            | |
| 1976 | María Fiallos           | Granada       |                                                                                            | |
| 1975 | Myra Barquero           | Masaya        |                                                                                            | |
| 1974 | María Rivas             | Masaya        | Top 10                                                                                     | |
| 1973 | Fabiola Cárdenas        | Granada       |                                                                                            | |
| 1972 | Connie Ballantyne       | Managua       |                                                                                            | |
| 1971 | Odilie Díaz             | León          |                                                                                            | |
| 1970 | Jessie Salinas          | León          |                                                                                            | - Miss Simpatía |
| 1969 | Margarita Cuadra        | Granada       | 2.ª Finalista                                                                              | |
| 1968 | Nadia Leets             | Managua       | Top 15                                                                                     | |
| 1967 | Milagros Argüello       | León          |                                                                                            | |
| 1965 | Patricia Mena           | Managua       |                                                                                            | - Chica Popular |
| 1964 | Ileana Rojas            | Managua       |                                                                                            | |
| 1963 | Claudia Díaz            | Estelí        |                                                                                            | |
| 1962 | María Hasbani           | Granada       |                                                                                            | |

### Miss Tierra
- Ganadora
- Finalista
- Semifinalista

| Año  | Representante     | Departamento     | Posición         | Premio/Título             |
| ---- | ----------------- | ---------------- | ---------------- | ------------------------- |
| 2025 | Por determinarse  | Por determinarse | Por determinarse | Por determinarse          |
| 2012 | Braxis Álvarez    | Río San Juan     |                  |                           |
| 2010 | Junieth Rosales   | Managua          |                  | - Mejor en Áo dài (Top 5) |
| 2008 | Thelma Rodríguez  | Chinandega       |                  |                           |
| 2007 | Iva Grijalva      | Bulgaria         |                  |                           |
| 2006 | Sharon Amador     | Matagalpa        |                  |                           |
| 2005 | Sandra Ríos       | León             |                  |                           |
| 2004 | Marifely Argüello | Managua          | Top 16           |                           |
| 2003 | Marynes Argüello  | Managua          |                  |                           |
| 2002 | Yahoska Cerda     | Carazo           |                  |                           |
| 2001 | Karla Laclair     | Matagalpa        |                  |                           |

### Miss Costa Maya Internacional
La siguiente lista muestra las ganadoras de Miss Costa Maya Nicaragua a través de los años.
- Ganadora
- Finalista
- Semifinalista

| Año                                             | Representante              | Departamento | Resultado                          | Premio Especial        |
| ----------------------------------------------- | -------------------------- | ------------ | ---------------------------------- | ---------------------- |
| No se celebró de 2020 a 2023 debido al COVID-19 |                            |              |                                    |                        |
| 2019                                            | Diana Sofía Loáisiga Ramos | Managua      | No clasificó                       |                        |
| 2018                                            | No compitió                | No compitió  | No compitió                        | No compitió            |
| 2017                                            | Danielle Hogdson           | Corn Island  | 2.ª Finalista                      |                        |
| 2016                                            | Bianca Gutiérrez           | Carazo       | No clasificó                       |                        |
| 2015                                            | Yuliset Sotelo             | Estelí       | No clasificó                       |                        |
| 2014                                            | Katherine Guadamuz         | Masaya       | 2.ª Finalista                      |                        |
| 2013                                            | Ariadna Orellana           | Chinandega   | 1.ª Finalista                      |                        |
| 2012                                            | Ivy Hunter                 | Bluefields   | No clasificó                       |                        |
| 2011                                            | Guiselle Álvarez           | Chontales    | No clasificó                       |                        |
| 2010                                            | Claudia Trejos             | León         | No clasificó                       |                        |
| 2009                                            | Maritza Rivas              | Managua      | Miss Costa Maya Internacional 2009 | - Mejor Traje Nacional |
| 2008                                            | Alexandra Gordon           | Bluefields   | No clasificó                       |                        |
| 2007                                            | Daniela Lacayo             | Tipitapa     | No clasificó                       |                        |
| 2006                                            | Anahir Rocha               | Matagalpa    | No clasificó                       |                        |

### Miss Grand Internacional
- Ganadora
- Finalista
- Semifinalista

| Año  | Representante    | Departamento     | Posición         | Premio/Título    |
| ---- | ---------------- | ---------------- | ---------------- | ---------------- |
| 2025 | Por determinarse | Por determinarse | Por determinarse | Por determinarse |
| 2024 | Isabella Salgado | Chinandega       |                  |                  |
| 2023 | Glennys Medina   | Rivas            |                  |                  |
| 2022 | Maycrin Jáenz    | Granada          |                  |                  |
| 2021 | Epifanía Solís   | Managua          |                  |                  |
| 2020 | Teresa Moreno    | León             |                  |                  |
| 2019 | Vanessa Baldizón | León             |                  |                  |
| 2018 | Laura Ramírez    | Managua          | No compitió      | No compitió      |
| 2017 | Martha Meza      | Estelí           |                  |                  |
| 2016 | Michelle Lacayo  | Carazo           |                  |                  |
| 2014 | Alejandra Gross  | Managua          |                  |                  |

### Miss Charm
La siguiente lista muestra las ganadoras de Miss Charm Nicaragua a través de los años.
- Ganadora
- Finalista
- Semifinalista

Nota: El actual propietario de la franquicia inició la competencia en 2025.
| Año  | Representante    | Departamento | Resultado    | Premio Especial | Notas                                                          |
| ---- | ---------------- | ------------ | ------------ | --------------- | -------------------------------------------------------------- |
| 2025 | TBA              | TBA          | TBA          | TBA             | - Dirección bajo Óscar Zelaya por Señorita Nicaragua           |
| 2023 | Isabella Salgado | Chinandega   | No clasificó |                 | - Primera y última edición bajo la organización Miss Nicaragua |